# Pachydactylus kobosensis
Pachydactylus kobosensis — вид геконоподібних ящірок родини геконових (Gekkonidae). Ендемік Намібії.

## Поширення і екологія
Pachydactylus kobosensis мешкають в горах Кхомас на заході однойменної області. Вони живуть в саванах, в тріщинах серед скельних виступів. Зустрічаються на висоті від 1500 до 1600 м над рівнем моря.